# Regine Tugade
Regine Kate Tugade-Wilson (ur. 28 stycznia 1998 w Hagåtña) – guamska lekkoatletka, olimpijka z Rio de Janeiro i Tokio.
Jej siostra Richelle również jest lekkoatletką.

## Przebieg kariery
W 2015 roku wystartowała w mistrzostwach świata, w trakcie których rywalizowała w konkurencji biegowej na dystansie 100 metrów i odpadła w eliminacjach, zajmując w swojej kolejce 8. pozycję z czasem 12,60. Rok później reprezentowała Guam na letniej olimpiadzie w Rio de Janeiro. W ramach igrzysk uczestniczyła w konkurencji biegu na 100 m i odpadła w fazie eliminacji po zajęciu 3. pozycji z czasem 12,52. W 2017 ponownie brała udział w mistrzostwach świata, startując w konkurencji biegu na 200 metrów. Także tym razem odpadła w eliminacjach, zajmując w swojej kolejce 6. pozycję z rezultatem czasowym 26,22.
W 2019 była uczestniczką igrzysk Pacyfiku. Wystartowała w czterech konkurencjach: bieg na 100 i 200 metrów, skok w dal oraz sztafeta 4 × 400 metrów – w każdej z nich uczestniczyła w finałowym etapie zmagań i ukończyła go na 4. pozycji. W 2021 roku po raz drugi reprezentowała swój kraj na letnich igrzyskach olimpijskich. Podczas zmagań olimpijskich w Tokio, lekkoatletka uczestniczyła w konkurencji biegu na 100 metrów. Odpadła już w fazie preeliminacji, zajmując 4. pozycję z czasem 12,17. Na tych samych igrzyskach była również jednym z chorążych reprezentacji Guamu.
W latach 2012–2014 zdobywała medale mistrzostw Oceanii w różnych kategoriach wiekowych, w tym złoty medal mistrzostw U-20 w 2012 roku.

## Osiągnięcia
| Rok     | Zawody                      | Miasto         | Miejsce | Konkurencja        | Wynik   |
| ------- | --------------------------- | -------------- | ------- | ------------------ | ------- |
| 2015    | Mistrzostwa świata          | Pekin          | 8. H    | bieg na 100 m      | 12,60   |
| 2016    | Letnie igrzyska olimpijskie | Rio de Janeiro | 8. H    | bieg na 100 m      | 12,52   |
| 2017    | Mistrzostwa świata          | Londyn         | 6. H    | bieg na 200 m      | 26,22   |
| 2019    | Igrzyska Pacyfiku           | Apia           | 4.      | bieg na 100 m      | 12,03   |
| 2019    | Igrzyska Pacyfiku           | Apia           | 4.      | bieg na 200 m      | 24,42   |
| 2019    | Igrzyska Pacyfiku           | Apia           | 4.      | skok w dal         | 5,23 m  |
| 2019    | Igrzyska Pacyfiku           | Apia           | 4.      | sztafeta 4 × 400 m | 4:10,22 |
| 2021    | Letnie igrzyska olimpijskie | Tokio          | 4. H    | bieg na 100 m      | 12,17   |
| 2023    | Igrzyska Pacyfiku           | Honiara        | 3.      | bieg na 100 m      | 11,92   |
| 2023    | Igrzyska Pacyfiku           | Honiara        | 7.      | skok w dal         | 5,08 m  |
| 2023    | Igrzyska Pacyfiku           | Honiara        | 3.      | bieg na 200 m      | 24,24   |
| 2024    | Mistrzostwa Oceanii         | Suva           | 6. SF   | bieg na 100 m      | 12,33   |
| 2024    | Mistrzostwa Oceanii         | Suva           | 2. H    | bieg na 200 m      | 25,64   |
| 2024    | Letnie igrzyska olimpijskie | Paryż          | 4. RR   | bieg na 100 m      | 12,02   |
| Źródło: |                             |                |         |                    |         |

## Rekordy życiowe
- 100 m – 11,76 (20 czerwca 2024, Majuro)
- 200 m – 24,24 (1 grudnia 2023, Honiara)
- skok w dal – 5,33 m (24 marca 2018, Williamsburg)
- sztafeta 4 × 100 m – 45,98 (5 maja 2018, Easton)
- sztafeta 4 × 400 m – 4:10,22 (18 lipca 2019, Apia)

Rekordy halowe
- 60 m – 7,56 (1 marca 2020, Bethlehem)
- 200 m – 24,31 (21 lutego 2020, Annapolis)
- skok w dal – 5,60 m (3 lutego 2018, Annapolis)

Źródło: 